# Maria Elisabeth van Saksen-Meiningen
Maria Elisabeth van Saksen-Meiningen (Potsdam, 23 september 1853 - Obersendling, 22 februari 1923) was een Duitse componiste en prinses van Saksen-Meiningen. Ze behoorde tot de Ernestijnse tak van het huis Wettin.

## Levensloop
Maria Elisabeth was de enige dochter van hertog George II van Saksen-Meiningen uit diens eerste huwelijk met Charlotte van Pruisen, dochter van prins Albert van Pruisen en prinses Marianne van Oranje-Nassau, dochter van koning Willem I der Nederlanden. Haar oudere broer Bernhard III was van 1914 tot 1918 de laatste hertog van Saksen-Meiningen. Maria Elisabeth bleef ongehuwd en kinderloos.
De muzikaal zeer getalenteerde prinses kreeg pianolessen van componist Theodor Kirchner en creëerde als componiste verschillende marsen en muziekstukken, waaronder een fakkeldans ter gelegenheid van het huwelijk van haar broer Bernhard III, de Romanze für Klarinette und Klavier oder Orchester (1892) en de orkestfantasie Aus der großen eisernen Zeit. Ook was ze een mecenas van componist Johannes Brahms. Haar Romanze in F-majeur, die met de medewerking en invloed van Brahms tot stand kwam, werd opgenomen in diens 120 klarinetsonates en door Richard Mühlfeld opgevoerd.
Naast Kirchner, Brahms en Mühlfeld had Maria Elisabeth ook contacten met componisten als Richard Strauss, Hans von Bülow en Fritz Steinbach. In Villa Felicitas in Berchtesgaden ontving ze geregeld een kring van kunstenaars. Ook ondersteunde ze uitzonderlijk begaafde zangeressen door hun opleiding te financieren. Maria Elisabeth stierf in februari 1923 op 69-jarige leeftijd en werd bijgezet op het Parkfriedhof in Meiningen.
- Gemeinsame Normdatei: 103854215
- International Standard Name Identifier: 0000 0000 6160 3850
- Library of Congress Control Number: n2015036740
- MusicBrainz: abdbd2e1-9604-4f80-ba81-782acfbd6090
- Nationale Bibliotheek van Polen: a0000003648883
- Système universitaire de documentation: 256911223
- Virtual International Authority File: 74275954
- WorldCat: E39PBJfmhxp6Xfq9jdpKcGGbVC